# Ермольев, Александр Михайлович
Александр Михайлович Ермольев (род. 1931) — советский хоккеист, защитник, нападающий.

## Биография
Всю карьеру — десять сезонов (1947/48 — 1956/57) — провёл в «Торпедо» Горький. Четыре сезона (1952/53, 1954/55 — 1956/57) отыграл в классе «А».
В 1970-х годах работал начальником цеха сборки кузовов производства легковых автомобилей ГАЗ.